# 沙坪坝区
沙坪坝区是中国重庆市下辖的市辖区，重庆市著名的文化中心，区域性商业中心，同时也是著名的科教文化区。沙坪坝区有时简称“沙区”，或“沙磁区”。全区面积396平方千米，包括18个街道，8个镇，是重庆人口密度最大的区域之一，戶籍人口近74万，實際居住人口175萬。抗战时期沙坪坝是全国的学术教育重镇，汇集了以国立中央大学为代表的多所学校。

## 历史沿革
1935年，沙坪坝隶属于巴县第一区，区署设于古镇磁器口（龙隐镇）。
1938年2月6日，“重庆沙坪文化区自治委员会”成立；1939年1月30日更名为“巴县沙坪文化区社会事业促进会”，协助巴县政府管理文化区社会事务。形成享誉海内外的重庆沙磁文化区。
1939年8月被划入重庆，建重庆市沙磁区。1940年至1949年属重庆市第十三区、十四区，1950年合并为重庆市第三区。1955年更名为沙坪坝区。
1995年3月1日，重庆市进行了行政区划调整，原属沙坪坝区的大坪街道、化龍橋街道及石橋鎮紅岩村被劃給市中区（今渝中区），石橋鋪街道及石橋鎮袁家崗、歇台子、六店、高廟、白鶴、蘭花、二郎7個村被划入劃入九龍坡區，詹家溪街道的十二居委會（第二機制磚瓦廠廠區）被划入劃入江北县（今渝北区），原屬巴縣的青木關、陳家橋、虎溪、曾家、西永、土主、鳳凰、回龍垻八鎮及中梁鄉被划入沙坪坝区。至此，沙坪坝区共辖13个街道、11个镇、1个乡。
1996年，中梁乡撤乡建镇。2009年2月，重庆市人民政府（渝府〔2009〕22号）批复同意撤销覃家岗镇、设立覃家岗街道。2011年9月，重庆市人民政府（渝府〔2011〕92号）批复同意撤销陈家桥镇、虎溪镇和西永镇，设立陈家桥街道、虎溪街道、西永街道和联芳街道。2015年1月，重庆市人民政府（渝府〔2015〕2号）批复同意詹家溪街道更名为双碑街道。

## 行政区划
沙坪坝区下辖20个街道办事处、6个镇：
小龙坎街道、沙坪坝街道、渝碚路街道、磁器口街道、童家桥街道、石井坡街道、双碑街道、井口街道、歌乐山街道、山洞街道、新桥街道、天星桥街道、土湾街道、覃家岗街道、陈家桥街道、虎溪街道、西永街道、联芳街道、丰文街道、香炉山街道、青木关镇、凤凰镇、回龙坝镇、曾家镇、土主街道和中梁镇。

## 文化教育
沙坪垻长期是重慶主城區的的文化中心。抗战期间，沙坪坝与北碚夏坝（一说江津白沙坝）、成都华西坝、汉中城固坝并称“抗战大后方的文化四坝”。
沙坪坝區內集中了重庆大学、重庆师范大学、西南政法大学、四川外国语大学、中国人民解放军陆军军医大学等高等高等院校和以重庆市南开中学校（原重庆三中）、重庆市第一中学校、重庆市第八中学校、重庆市第七中学校、重庆市第六十八中学校、沙坪垻小学、育英小学、沙区实验一小、树人小学、南开附小（原津南村小学）等为代表的本市优质中小学校。除此以外，中国两个联合国文献寄存馆之一的重庆图书馆也位于沙坪坝区。
2010年，位于沙坪坝区虎溪街道、陈家桥街道的重庆大学城基本建成，目前已有重庆大学、中国人民解放军陆军军医大学、中国人民解放军联勤保障部队工程大学、重庆医科大学、重庆师范大学、四川美术学院、重庆科技学院等高校入驻。

## 商业
沙坪坝区商业繁华，有三峡广场、天星桥步行街、覃家岗步行街、大学城熙街等，2008年商业销售额174亿元，位居重庆市第三位。
在三峡广场有众多商业机构和面对普通消费者的商业卖场：百盛、华宇时尚商业街、佳茂购物中心、重庆百货大楼、王府井百货、人防地下商城、炫地商业街、苏宁电器、国美电器、王府井百货和超市、永辉超市、重庆百货和超市、新华书城、新世纪百货和超市、锦阳数码通信城、赛博数码城等。配套快餐有麦当劳、肯德基、星巴克、必胜客、赛百味、乡村基等。
银行机构有中国银行、中国工商银行、中国建设银行、中国农业银行、交通银行、招商银行、民生银行、上海浦东发展银行、光大银行、广东发展银行、福建兴业银行、重庆银行、渣打银行、汇丰银行、星展银行、东亚银行等。
沙坪坝购物便利，有沃尔玛、家乐福、永辉、重庆百货、新世纪百货、王府井等百货超市，便利店也非常多，可以很便宜地买到当地的特产。

## 交通
沙坪坝区有铁路客运重庆西站、沙坪坝站。重庆轨道交通1号线贯穿全区。
沙坪坝长途汽车站每天约有一百多趟班车进出站，有到市内的綦江、合川、长寿等近郊区县及市外的四川南充等地。
沙坪坝因为近几年重庆市政府的“畅通重庆”工程建设步伐加快，现在市沙坪坝区交通变体系变得更加完善。沙坪坝现有新建道路交通体系：红槽房交通枢纽：（马家岩公路立交及地铁工程、天马路道路改造、天星桥转盘改造（天星桥十字路口改造）、沿路人行天桥工程、天星桥下穿隧道改造、内环高速嫁接工程、红槽房立交工程、红槽房转盘工程、党校支路改造工程、清溪路建设工程、清溪路高架桥工程、天梨路改造工程、杨梨路改造工程等）井口嘉陵江大桥建造工程等。沙坪坝有 212国道、内环高速、石门大桥、高家花园大桥、渝遂高速和 成渝高速。

## 全国重点文物保护单位
- 中美合作所集中營舊址
- 國民政府軍事委員會政治部舊址
- 重庆林园
- 国民政府军事委员会政治部第三厅暨文化工作委员会旧址（全家院子）
- 重庆抗战兵器工业旧址群（兵工署第二十四兵工廠舊址、兵工署第二十五兵工廠舊址）